# Crangonyx chlebnikovi
Crangonyx chlebnikovi is een vlokreeftensoort uit de familie van de Crangonyctidae. De wetenschappelijke naam van de soort is voor het eerst geldig gepubliceerd in 1928 door Borutzky.